# 冰霜与烈火
《冰霜与烈火》（英語：Frost and Fire）是雷·布莱伯利于1946年写的科幻短篇小说，是他的短篇小说集《R代表大箭》中的第十四篇作品。
《冰霜与烈火》并不算是雷·布莱伯利的代表作，但因为被收录于施咸荣编辑的《外国现代科幻小说》(上下册，1982年初版)里而更为中国大陆读者熟悉。在《外国现代科学幻想小说》里，作者的译名是雷·布拉德伯雷，同时被收录的另一部作品是1949年《马里奥纳特公司的机器人》。
1. ↑  .   [2023-12-18]. （原始内容存档于2023-12-18）.
2. ↑  .   [2023-12-18]. （原始内容存档于2023-12-18）.